# Parque Nacional Nahanni
O Parque Nacional Nahanni localiza-se no noroeste dos Territórios do Noroeste, Canadá. Situa-se a aproximadamente 500 km a oeste de Yellowknife. A área do parque situa-se na margem sul do Rio Nahanni, sendo que este tem 576 km de extensão e corre ao sudoeste das Montanhas Mackenzie (o parque protege parte destas) e o rio é consagrado como um dos mais espetaculares da América do Norte. O nome "Nahanni" provem do idioma do povo indígena Dene (antigos habitantes da região) e significa "Espírito". Em 1972 por decreto de governo do Canadá foi instituído como parque nacional, e em 1978 foi reconhecido como Patrimônio Mundial pela UNESCO.
Este parque tem profundos canyons e grandes quedas de água, assim como um conjunto único de grutas cársticas. O parque abriga numerosas espécies de animais característicos da taiga, tais como o lobo, o urso-cinzento, a rena e o carneiro-de-dall. Existe também a cabra montesa.